# Ущапівський Андрій Миколайович
Андрі́й Микола́йович Ущапі́вський (20 жовтня 1993 — 10 лютого 2015) — солдат Збройних сил України. Один із «кіборгів».

## Життєвий шлях
Закінчив школу, Козятинське ВПТУ залізничного транспорту. 2012 року розпочав службу за контрактом у ЗСУ.
У зоні бойових дій з травня 2014-го, оператор, 95-та окрема аеромобільна бригада.
10 лютого 2015-го загинув під час вогневого контакту ротно-тактичної групи з терористами біля села Спартак Ясинуватського району, тоді ж полягли старшина Сергій Порозінський, солдати Іван Рудницький й Олександр Саєнко.
Похований у селі Васьковичі 15 лютого 2015-го.

## Нагороди та вшанування
За особисту мужність і героїзм, виявлені у захисті державного суверенітету та територіальної цілісності України, вірність військовій присязі під час російсько-української війни, відзначений — нагороджений
- орденом «За мужність» III ступеня (посмертно)
- у Васьковичах відкрито меморіальну дошку Андрію на будинку, де він проживав